# Estadio Kubán
El Estadio Kubán es un estadio multiusos de la ciudad de Krasnodar, Rusia. El estadio tiene una capacidad para 31.654 espectadores, fue inaugurado el 30 de octubre de 1960 y sirve, casi en su totalidad, a la práctica del fútbol. En el estadio disputaban sus partidos como locales los clubes FC Kúban Krasnodar y FC Krasnodar.
En el momento de su construcción, el estadio contaba con una capacidad de 20 000 espectadores. Posteriormente se añadieron otras 20 000 localidades y se instalaron los focos de luz artificial. El primer partido que se disputó tuvo lugar el 14 de mayo de 1961 y enfrentó a los clubes del FC Kúban Krasnodar y FC Spartak Stavropol, en un partido correspondiente al campeonato de liga soviético.